# Чартерис, Фрэнсис Дэвид, 12-й граф Уимс и 8-й граф Марч
Фрэнсис Дэвид Чартерис, 12-й граф Уимс и 8-й граф Марч (англ. Francis David Charteris, 12th Earl of Wemyss and 8th Earl of March; 19 января 1912 — 12 декабря 2008) — шотландский пэр, землевладелец и защитник природы. Он носил титул учтивости — лорд Элхо с 1916 по 1937 год.

## Титулатура
- 12-й граф Уимс (Пэрство Шотландии)
- 12-й лорд Уимс из Элхо (Пэрство Шотландии)
- 8-й виконт Пиблс (Пэрство Шотландии)
- 8-й лорд Дуглас из Найдпата, Лайна и Мунарда (Пэрство Шотландии)
- 8-й граф Марч (Пэрство Шотландии)
- 12-й лорд Элхо и Метхил (Пэрство Шотландии)
- 5-й барон Уимс из Уимса в графстве Файф (Пэрство Соединённого королевства)

## Происхождение и образование
Он родился 19 января 1912 года. Старший сын леди Вайолет Кэтрин Мэннерс (1881—1971), дочери 8-го герцога Ратленда, и капитана Хьюго Фрэнсиса Чартерис, лорда Элхо (1884—1916), который погиб в бою в 1916 году в Египте во время службы в Первой мировой войне.
Он получил образование в Итонском колледже и в Баллиол-колледже, Оксфорд (бакалавр гуманитарных наук, 1933), а также изучал сельское хозяйство в Оксфорде и Кембридже в качестве аспиранта.
12 июля 1937 года после смерти своего деда, Хью Чартериса, 11-го графа Уимса (1857—1937), 25-летний Дэвид Чартерис унаследовал титулы 12-го графа Уимса и  8-го графа Марча, а также остальные родовые титулы.

## Карьера
В 1932 году Вемисс был призван в Ловатские скауты (Территориальная армия) в звании второго лейтенанта . В 1935 году он был повышен до лейтенанта, а в 1937 году переведен в офицерский резерв ТА и с 1937 по 1944 год служил колониальным администратором в Басутоленде. Во время Второй мировой войны он не вернулся в Ловатские скауты, а вместо этого служил майором в войсках Басуто в Африканском вспомогательном пионерском корпусе с 1941 по 1944 год в Северной Африке из-за его свободного владения языком сесото.
Заместитель лейтенанта (1959—1967) и лорд-лейтенант Ист-Лотиана (1967—1987), а также мировой судья Ист-Лотиана с 1957 года. Он был назначен лордом-верховным комиссаром Генеральной Ассамблеи Церкви Шотландии в 1959, 1960 и 1977 годах. Он занимал почетную должность лорда-клерка-регистра с 1974 по 2007 год.
Он был лейтенантом Королевской роты лучников. Он был председателем Совета Национального фонда Шотландии с 1947 по 1967 год, президентом с 1967 по 1991 год и почетным президентом с 1991 года. Он был председателем Королевской комиссии по древним и историческим памятникам Шотландии с 1949 по 1984 год, президентом Королевского шотландского географического общества с 1958 по 1962 год и президентом Национального библейского общества Шотландии с 1960 по 1983 год. Ранее он был директором Standard Life и Scottish Television.

## Личная жизнь
Лорд Уимс был дважды женат. 24 февраля 1940 года он женился первым браком на Мэвис Линетт Гордон Мюррей (31 января 1911—1988), дочери Эдвина Эдварда Мюррея, из Хермануса, Капская провинция, Южная Африка. У них было две дочери и два сына.
- Леди Элизабет Мэри Чартерис (род. 2 июля 1941), в 1964 году она вышла замуж за Дэвида Холфорда Бенсона, от брака с которым у неё было трое детей.
- Иэн Дэвид Чартерис, лорд Элхо (20 июня 1945 — 3 апреля 1954), погиб в автокатастрофе
- Кэролайн Летти Чартерис (5 ноября 1946 — 22 ноября 1946)[4]
- Джеймс Дональд Чартерис, 13-й граф Уимс (род. 22 июня 1948), второй сын и преемник отца.

29 апреля 1995 года лорд Уимс вторично женился на Шелаг Кэтлин Кеннеди, урожденной Трифт (? — 4 февраля 2019), дочери Эрнеста Трифта. Второй брак был бездетным.
Он жил в Госфорд-хаусе, Лонгнидри, Ист-Лотиан. Он умер 12 декабря 2008 года в госпитале Королева Виктория, Эдинбург, в возрасте 96 лет. Он похоронен в семейном ограде на северной стороне кладбища Аберледи.
В 1966 году лорд Уимс был удостоен звания Рыцаря Чертополоха. В 1953 году он получил почетную степень доктора юридических наук от Сент-Эндрюсского университета, а в 1983 году — почетную степень доктора юридических наук от Эдинбургского университета.